# Penk (rivière du Royaume-Uni)
Pour les articles homonymes, voir Penk.
La Penk est une rivière du Staffordshire, en Angleterre. Longue de 36 km, elle prend sa source près de Wolverhampton et se jette dans la Sow, elle-même un affluent de la Trent, près de Stafford.

## Étymologie
Le nom de la Penk est issu par dérivation régressive de celui de la ville de Penkridge, interprété à tort comme désignant une crête (ridge) le long de la « Penk ». En réalité, le nom Penkridge est d'origine celtique (via le latin Pennocrucium). Composé des éléments pen et crug, il désigne la crête d'une colline ou d'un tumulus dont la toponymiste Margaret Gelling (en) a proposé un possible emplacement (aplani par les labours) à proximité de la ville.

## Cours

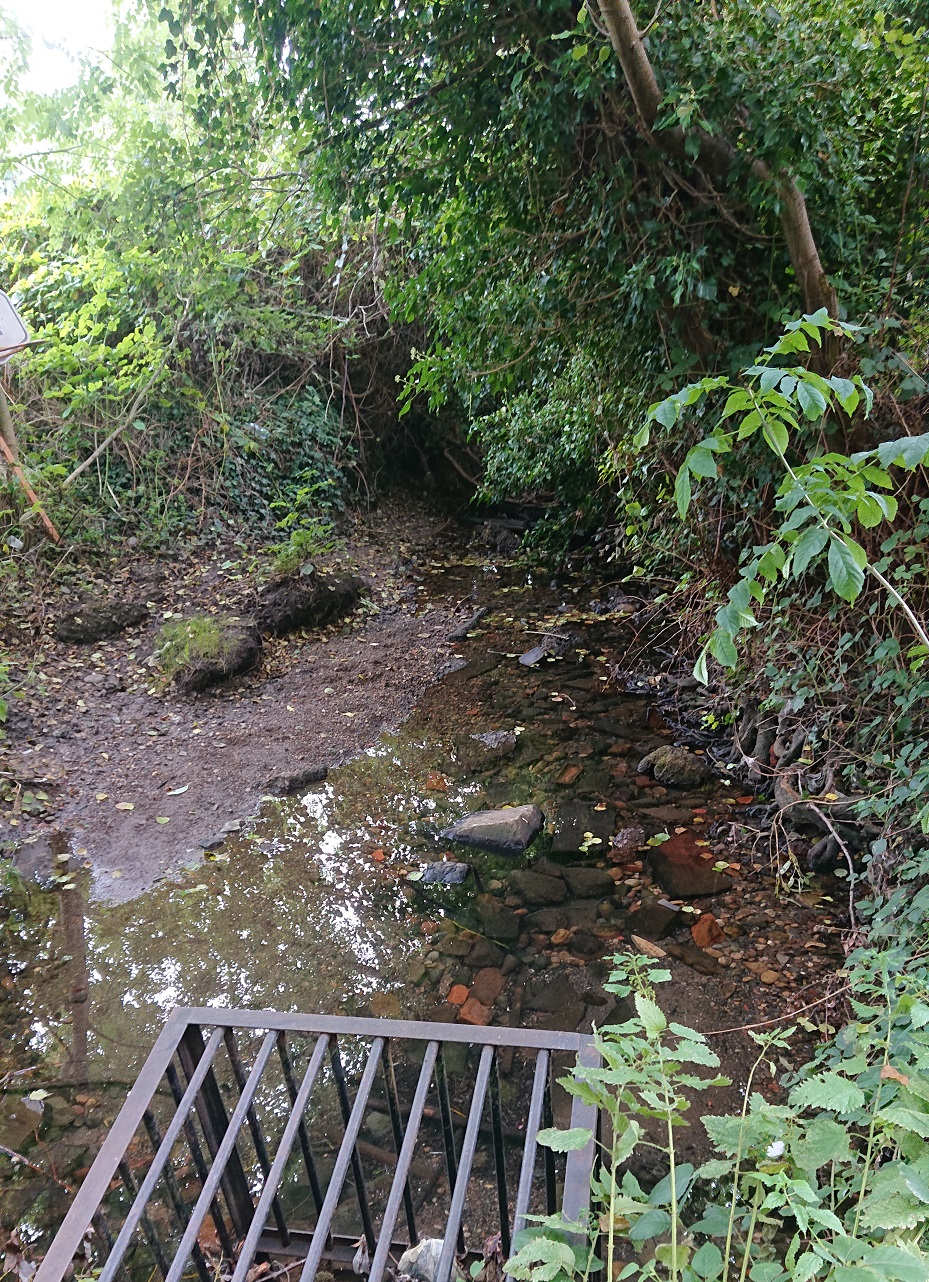
Source de la Penk, Tettenhall Wood.

La Penk prend sa source dans la forêt de Tettenhall Wood, à l'est du village de Perton et à quelques kilomètres au nord-ouest de la ville de Wolverhampton, dont elle baigne les banlieues de Tettenhall et Pendeford. Après le village de Coven, elle reçoit les eaux du Saredon Brook, l'un de ses principaux affluents.
Poursuivant son cours vers le nord, puis le nord-est, la Penk traverse la ville de Penkridge et reçoit un autre affluent important, le Whiston Brook. Elle se dirige ensuite à nouveau vers le nord, longeant le village d'Acton Trussell et traversant une ancienne zone marécageuse avant de se jeter dans la Sow à l'est de la ville de Stafford.